# Carmen Ybarra Careaga
María del Carmen de Ybarra  y Careaga (España, 11 de septiembre de 1963) es una empresaria española, III marquesa de Arriluce de Ybarra.

## Biografía
Hija de Fernando Luis de Ybarra y López-Dóriga y María del Carmen Careaga y Salazar, IV condesa del Cadagua. En 2003, fue la tercera persona en ostentar el cargo en sucesión en el título del Marquesado de Arriluce de Ybarra, como III marquesa de Arriluce de Ybarra. Es una empresaria española.